# Vương quốc Rattanakosin
Rattanakosin () hay Xiêm () (1782-1932) là tên nước Thái Lan vào đầu thời Triều Chakri. Xiêm là một quốc gia quân chủ tuyệt đối hùng mạnh, có các chư hầu là Campuchia, Lào, và một số vương quốc Mã Lai, và thường xuyên tranh giành ảnh hưởng với Myanmar và Việt Nam. Lịch sử Xiêm chia làm hai giai đoạn. Giai đoạn đầu, tập trung xây dựng đất nước. Giai đoạn sau, khôn khéo trong cư xử với Anh Quốc và Pháp, nhờ đó Xiêm là quốc gia duy nhất ở Đông Nam Á thoát khỏi chủ nghĩa thực dân châu Âu. Đường biên giới hiện đại của Thái Lan được xác định thông qua một loạt đàm phán với các cường quốc phương Tây đang cai trị các nước Đông Nam Á xung quanh. Về đối nội, Xiêm đã phát triển thành một nhà nước tập quyền hiện đại. Vương quốc này đã đạt được các tiến bộ kinh tế - xã hội đáng kể, đẩy mạnh ngoại thương, bãi bỏ chế độ nô lệ và mở rộng giáo dục cho các tầng lớp trung lưu mới nổi. Tuy nhiên, không có cải cách chính trị đáng kể cho đến khi chế độ quân chủ tuyệt đối bị thay thế bởi chế độ quân chủ lập hiến thông qua một cuộc cách mạng vào năm 1932, đánh dấu sự kết thúc của Rattanakosin.

## Bối cảnh
Năm 1767, sau khi xưng hùng xưng bá ở Đông Nam Á trong hơn 400 năm, vương quốc Ayutthaya đã bị quân Myanmar đánh bại.
Mặc dù thất bại hoàn toàn của trước cuộc xâm lược của Myanmar, nước Xiêm sau đó đã phục hồi nhanh chóng. Taksin - một quý tộc người gốc Hoa có tài năng lãnh đạo quân sự - đã lãnh đạo cuộc kháng chiến chống Myanmar đi đến thắng lợi hoàn toàn. Vương quốc Ayutthaya được tái lập với thủ đô ở Thonburi bên bờ tây của sông Chao Phraya, 20 km so với bờ biển. Năm 1768, ông lên ngôi vua Taksin (nay chính thức được gọi là Taksin Đại đế). Ông nhanh chóng tái thống nhất vùng đất miền trung Thái Lan dưới sự cai trị của mình, và năm 1769 ông cũng đã chiếm phía tây Campuchia. Ông sau đó hành quân về phía nam và tái cai trị bán đảo Mã Lai xa về phía nam như Penang và Terengganu. Sau khi củng cố vị trí ở Xiêm, Taksin tấn công người Myanmar ở phía bắc năm 1774 và chiếm Chiang Mai năm 1776, thống nhất vĩnh viễn Xiêm và Lan Na. Vị tướng hàng đầu của Taksin trong chiến dịch này là Thong Duang, mang tước hiệu Chao Phraya, còn được gọi là chúa Chakri. Năm 1778, Chakri dẫn một đội quân Xiêm chiếm Viêng Chăn, Luang Phrabang, và cuối cùng thiết lập sự thống trị của vương quốc Xiêm khắp xứ Lào. Chakri trở thành nhân vật quyền lực thứ hai trong Triều Thonburi, chỉ sau vua Taksin.
Năm 1782, vua Taksin bị thuộc hạ giết. Hiện chưa rõ thuộc hạ của ông mưu hại ông vì ông cuối đời mắc bệnh điên như chính sử Thái Lan ghi hay đây là kết quả của kế hoạch đảo chính của Chakri. Dù sao, ngay sau khi vua Taksin bị hại, Chakri kéo quân trở về Thonburi và được các tướng lĩnh ủng hộ lên làm vua, khai sáng Triều Chakri và lập nên vương quốc Xiêm (Rattanakosin).

## Thời kỳ dựng nước
Chakri làm vua, xưng là Ramathibodi. Đời sau quen gọi ông là Rama I. Ông quyết định dời đô từ Thonburi về Bang Makok, nay chính là Bangkok. Hoàng cung đặt ở khu vực Rattanakosin bốn phía là sông và kênh rạch tạo thành những hào nước phòng thủ tự nhiên. Sử gia phương Tây gọi vương quốc của Rama I là vương quốc Rattanakosin chính vì lý do này.
Rama I khôi phục lại chế độ chính trị xã hội Ayutthaya, nhưng ban hành và áp dụng chế độ pháp luật mới. Ông không áp dụng chế độ tể tướng, mà thay vào đó là chế độ 6 đại thần do 6 người trong hoàng gia nắm giữ. Có 1 phó vương kiêm chỉ huy quân đội do em trai của Rama I giữ chức. Về đối ngoại, Rama I vẫn giữ vững sự cai trị của Xiêm đối với Campuchia. Song có 2 sự kiện đối ngoại đáng chú ý trong thời Rama I. Năm 1785, chiếm giữ một số nơi ở Bắc và Nam Thái Lan. Quân Xiêm đẩy lui được quân Myanmar ở phía tây. Sự kiện thứ hai là việc quân Xiêm lấy cớ giúp Nguyễn Ánh, tiến công Việt Nam vào khu vực đồng bằng sông Cửu Long, nhưng bị quân Tây Sơn đánh cho thảm bại. Rama I mất năm 1809. Thời Rama I, Xiêm La hòa hiếu với nhà Nguyễn Việt Nam, nhưng các nước Lào (vương quốc Viêng Chăn, vương quốc Champasak, vương quốc Luang Phrabang) và Campuchia (Cao Miên) hoàn toàn thuộc quyền bảo hộ của Xiêm.
15 năm tiếp theo dưới sự cai trị của Rama II là thời kỳ ổn định và hòa bình. Vì vua Rama I có 42 người con, em của ông (phó vương) có 43 người con, và bản thân Rama II có 73 người con, nên hoàng gia có đủ người của mình để nắm giữ mọi vị trí quan trọng trong chính quyền và tôn giáo. Năm 1810, Xiêm cử 1 sứ đoàn tới Thanh. Năm 1818, sứ đoàn Bồ Đào Nha từ Ma Cao tới Xiêm. Đây là lần đầu tiên có sứ đoàn phương Tây tới Xiêm. Giai đoạn 1813-1834, triều đinh Cao Miên của Ang Chan II dù vẫn nằm trong tầm ảnh hưởng của Xiêm, nhưng đã nhờ sự bảo hộ của nhà Nguyễn Việt Nam để cân bằng với Xiêm.
Giữa năm 1824, Rama III nối ngôi vua. Dưới thời ông, Xiêm tích cực tiến hành chiến tranh với Lào, Campuchia, Đại Nam, và với Myanmar (theo yêu cầu của Anh). Khi Mengrui, lúc đó thuộc Xiêm nhưng nay của Myanmar, bị quân Anh tấn công, Rama III cho sơ tán toàn bộ người Xiêm khỏi đây, và ra lệnh tránh đụng độ với quân Anh. Năm 1826, Xiêm và Anh ký Hòa ước Burney, theo đó Xiêm mở cửa cho Anh buôn bán và công nhận Penang nằm dưới sự cai trị của Anh. Đổi lại, Anh chỉ ghi nhận đòi hỏi của Xiêm ở Kedah, Kelantan, Perlis và Terengganu. Năm 1827, Xiêm trấn áp thành công cuộc nổi dậy định giành lại tự chủ của vua Anuvong vương quốc Viêng Chăn, tàn phá kinh đô Viêng Chăn, bắt rất nhiều người Lào tới Isan để giảm sức kháng cự của Viêng Chăn. Năm 1833-1834, nhân cuộc nổi dậy của Lê Văn Khôi, Xiêm La đưa quân xâm lược Nam Kỳ thuộc Đại Nam, qua ngả vịnh Thái Lan và Cao Miên. Sau thất bại ở Thuận Cảng An Giang, Xiêm mất kiểm soát với phần lớn Cao Miên vào tay Đại Nam cho tới năm 1840. Năm 1840, Xiêm giành lại được quyền kiểm soát Cao Miên, đưa Ang Duong về làm vua Cao Miên, và quấy rối Nam Kỳ của Đại Nam năm 1841-1842. Dẫn tới cuộc Chiến tranh Việt–Xiêm (1841-1845) ở trên đất Nam Kỳ (1841-1842) và sau đó trên lãnh thổ Campuchia (năm 1845), kết thúc cuộc chiến bằng việc bảo hộ song phương của cả Đại Nam (Việt Nam) lẫn Xiêm La (Thái Lan) lên Cao Miên năm 1847. Trước sức ép của các cường quốc phương Tây đòi mở cửa cho thương mại, Xiêm phải hạn chế chiến tranh với Myanmar và Việt Nam, cự tuyệt các đề nghị mở cửa. Thay vào đó, Rama III lại tăng cường trao đổi thương mại với nhà Thanh. Từ thời còn là bộ trưởng thương mại khi cha mình ở ngôi, Rama III đã có quan hệ mật thiết với thương nhân người Hoa và từ đó chịu ảnh hưởng lớn của Trung Quốc. Xiêm thời Rama III đã chào đón người Hoa di cư từ Trung Quốc sang. Nhiều người gốc Hoa được trọng dụng làm quan lại. Nhiều tác phẩm Trung Quốc được biên dịch sang tiếng Thái.
Năm 1851, Rama IV (Mongkut) lên ngôi. Trái với vua anh (Rama III), Rama IV có thái độ cởi mở hơn với phương Tây. Năm 1855, Xiêm ký với Anh Hòa ước Bowring, theo đó thuế nhập khẩu các loại vào Xiêm giảm xuống chỉ còn 3%, các độc quyền thương mại của hoàng gia bị loại bỏ, một số lãnh thổ hải ngoại phải nhường cho Anh. Các cường quốc phương Tây khác cũng lập tức yêu cầu tương tự và đều được chấp nhận. Rama IV cho rằng đe dọa thực sự đối với sự tồn vong của Xiêm không phải là từ Anh mà từ Pháp vì Anh thích chiếm ưu thế thương mại còn Pháp thì thích xây dựng đế chế thuộc địa. Rama IV nhượng bộ Anh vì muốn Anh sẽ ủng hộ Xiêm nếu Pháp tấn công Xiêm. Thực tế thì Anh cũng muốn biến Xiêm làm vùng đệm giữa xứ Miến Điện thuộc Anh với xứ Đông Dương thuộc Pháp. Trước những sức ép từ phương Tây, Rama IV muốn cải cách thể chế chính trị trong nước. Song ông không làm được nhiều vì sự phản đối của hoàng gia và quan lại. Dù sao, những nỗ lực của ông đã cho phép những cải cách sau đó phát triển.

## Thời kỳ cải cách
Năm 1868, Rama IV mất. Con trai cả của ông là Chulalongkorn (tức Rama V) lên ngôi vua. Lúc đầu, vị phó vương (cũng là chú của ông) vẫn cầm quyền trong vòng 4 năm vì nhà vua còn quá trẻ để cai trị đất nước. Trong thời gian này, ông đã đi thăm các nước, để khi về ông sẽ cải cách đất nước theo con đường riêng của mình. Và, đến năm 1872, khi vị phó vương mất, ông đã tiến hành cải cách.